# Джордж Стіглер
Джордж Джозеф Стіглер (англ. George Joseph Stigler; *17 січня 1911 — †1 грудня 1991) — американський економіст, лауреат Нобелівської премії з економіки.

## Життєпис
Народився у Рентоні, передмісті Сієтлу, штат Вашингтон, в сім'ї агента з нерухомості. Після закінчення середньої школи в Сієтлі Стіглер закінчив Вашингтонський університет, отримавши 1931 р. ступінь бакалавра економічних наук. В наступному році Північно-Західний університет присудив йому ступінь магістра, після чого він вступив до докторантури з економіки при Чиказькому університеті. Стіглер почав свою викладацьку діяльність ще 1936 р. як асистент в університеті штату Айова. 1938 р. після присудження йому докторського ступеня Чиказьким університетом за дисертацію «Теорії виробництва і розподілу» Стіглер перейшов на роботу до Міннесотського університету, де працював вісім років, дослужившись до посади повного професора. 
Під час Другої світової війни він працював консультантом групи статистичних досліджень Колумбійського університету в Нью-Йорку. 1946 р. Стіглер перейшов до Браунівського університету, а через рік — до Колумбійського. Після 11 років роботи у Нью-Йорку він обирає Центр підвищення кваліфікації з наук про поведінку при Чиказькому університеті, що нарешті став його постійним місцем роботи. На початку своєї наукової кар'єри Стіглер плідно займався мікроекономічною теорією. Його статті «Виробництво і розподіл у короткостроковій перспективі», «Зауваження щодо теорії діополії», (1939) і (1940) характеризувалися надзвичайною здатністю автора проникати у суть найважливіших проблем. У 60- і 70-х роках Стіглер продовжував розробляти теорію галузевих ринків. У книзі «Теорія олігополії» (1964) він показав, як нав'язування таємних угод обмежує успіх картелів. Поступово інтереси вченого знову перейшли зі сфери чистої теорії в галузь економічного регулювання. Особливо його цікавили питання державного управління економікою і місця ринку в сучасній економіці. Незадоволений традиційними уявленнями, за якими відомства, що здійснюють контроль, діють в інтересах суспільства, він висунув так названу «теорію привласнення» у регулюванні, відповідно до якої цей процес попри наміри відповідних відомств штатів, що проводять регуляційну політику, захищає не інтереси споживача, а скоріше, самі промислові підприємства від нової конкуренції. Нобелівську премію з економіки 1982 р. Стіглеру було присуджено «за новаторські дослідження промислових структур функціонування ринків, причин і наслідків державного управління». У Нобелівській лекції Стіглер застосував сформульовану ним 1961 р. «Теорію пошуку» для характеристики так званого «ринку нових ідей в економічній науці».
Теорія.
Дж. Стіглер є автором величезної кількості праць з теорії галузевих ринків, які розтлумачують зміст конкурентних процесів у різних ринкових структурах: в умовах конкуренції, монополії, олігополії тощо. Однак найбільше визнання й власне Нобелівську премію з економіки йому принесли дві інші праці «Економічна теорія інформації» (The Economics of Information, 1961 р) та «Економічна теорія регулювання» (The Theory of Economic Regulation,1971 р.). Ці праці примусили вчених під іншим кутом зору поглянути на базові постулати неокласичної економічної теорії ринкових структур, обґрунтовуючи обмеженість структурного підходу до аналізу ринку.
Економічна теорія інформації. Цією працею Дж. Стіглер доводить неспроможність однієї з основоположних характеристик конкурентного ринку — повної поінформованості його учасників про умови господарювання на ринку, з якої випливає неспроможність іншої — єдиної ринкової ціни. Вчений доводить, що розкид цін тим більший, чим меншою є обізнаність учасників ринку (покупців і продавців) про резервні та дійсні ціни товарів у межах ринку. Наприклад, недосвідчені покупці, скажімо туристи, завжди платять вищі ціни за товар, аніж досвідчені, адже вони не володіють накопиченою інформацією про існування нижчих рівнів цін та тих продавців, які готові такі ціни запропонувати. Зважаючи на постійну динаміку умов господарювання на ринку, а з ними і цін, навіть уже досвідчені покупці вимушені вдаватися до постійного «пошуку» — збору інформації про наявні на ринку ціни та їх порівняння, що вимагає певних витрат. А тому постає питання доцільності відповідного пошуку та механізмів його спрощення. До останніх Дж. Стіглер відносить існування на ринку множини дилерів, чиїм завданням є «надання місця для зустрічі покупців і продавців», формування репутації виробника / торгівця, рекламу тощо.
Усвідомлюючи місце і роль цієї роботи Дж. Стіглера в економічній науці слід зазначити, що неправильним було б обмеження її використання лише межами товарного ринку та проблемою множинності цін. Вона пояснює сам принцип інформаційної недосконалості економічного середовища і може застосовуватися до аналізу проблем ефективного інвестування, працевлаштування та ін.
Економічна теорія регулювання пояснює принципи та механізм дійсного функціонування регульованих галузей економіки. До виходу цієї статті державне регулювання розглядалося переважно або в контексті подолання «ринкових провалів» (тобто як суспільно корисна діяльність), або в контексті своєкорисливої поведінки політиків, але не раціональної поведінки окремих компаній чи більших економічних груп. Дж. Стіглер же, вважаючи базовим ресурсом держави силу примусу, доводить, що зацікавлені економічні групи можуть поліпшити свій добробут, переконавши державу в особі представників її регуляторних органів використати цю силу примусу на їх користь. Тобто регулювання здійснюється у відповідь на появу потреби у ньому з боку зацікавлених груп, що максимізують дохід, і є одним із способів, за допомогою яких зацікавлена група здатна підвищити свій дохід, спонукаючи державу до перерозподілу багатства інших частин суспільства в інтересах цієї групи.
Практичне застосування теорії.
Роботи Дж. Стіглера окрім революційного оновлення окремих напрямків економічної теорії мають також важливе практичне значення. Наприклад, його економічна теорія регулювання лягла в основу економічних реформ системи державного регулювання в багатьох країнах. Зокрема в США вона стимулювала хвилю дерегулювання 1970-1980-х рр., протягом якої частка регульованих видів діяльності у ВВП скоротилася майже втричі. Тією чи іншою мірою дерегулювання охопило сфери транспорту, телекомунікацій, нафтогазову промисловість, було відмінено сумновідому «арахісову програму» в США. Останнє дозволило зупинити щорічний трансфер понад 250 млн. дол. США від споживачів до виробників арахісу. Використання теоретичного доробку Дж. Стіглера в процесі запровадження дерегулювання економіки України дозволить підвищити обґрунтованість відповідної економічної реформи та її результативність.